# 复桥镇
复桥镇，是中华人民共和国四川省遂宁市船山区曾经下辖的一个镇。2019年9月，撤销复桥镇，将其所属行政区域划归龙凤镇管辖。

## 行政区划
复桥镇撤销前下辖以下地区：
复兴社区、清河村、宝塔村、冬春村、定宝村、棕树村、复兴村、寨子村、灵龟村、龙宝村、白鹤村和唐春村、龙凤社区、金家沟社区、金桃社区、金桂社区、凉水井村、彰德桥村、永石桥村、盐店湾村、天星坝村、大白塔村、三洲村和小河洲村。